# جوشوا هايوارد
جوشوا هايوارد (بالإنجليزية: Joshua Hayward)‏ هو عازف قيثارة بريطاني، ولد في 15 ديسمبر 1984.

## وصلات خارجية
- جوشوا هايوارد على موقع ميوزك برينز (الإنجليزية)